# Laragh (comté de Wicklow)
Pour les articles homonymes, voir Laragh.
Laragh (en irlandais : An Láithreach, littéralement « le site, ou les ruines, d'un bâtiment ») est un village du comté de Wicklow en Irlande. Il est situé dans les montagnes de Wicklow, à proximité du site de Glendalough. Il comptait 357 habitants en 2002.

## Personnalités
- Evelyn Booth (1897-1988), botaniste irlandaise, est née à Laragh.